# Matevž (ime)
Matevž je moško osebno ime.

## Izvor imena
Ime Matevž izhaja iz latinskega imena Mathaeus, to pa prek grške oblike Ματθαιος (Mattháios) iz hebrejskega imena Mattitjáhu. To pa je zloženo iz hebrejskih besed matti v pomenu besede »dan, dar« in jah v pomenu »bog«, to je z nekdanjim pomenom »dan, dar od boga« ali »dar božji«.

## Različice imena
Mate, Matej, Matko, Matevžek, Mateos, Mateus, Tevž

## Pogostost imena
Po podatkih Statističnega urada Republike Slovenije je bilo na dan 31. decembra 2007 v Sloveniji število moških oseb z imenom Matevž: 2.567. Med vsemi moškimi imeni pa je ime Matevž po pogostosti uporabe uvrščeno na 88. mesto.

## Osebni praznik
V koledarju je ime Matevž zapisano 21. septembra (Matej [Matevž], apostol).

## Zanimivosti
- Po imenu Matevž je nastalo več besed in izrazov: Izraz  matevž pomeni slovensko narodno jed.
- Narečno imeti matevžka pomeni »biti vinjen, pijan.«

## Znani nosilci
- Matevž Arko
- Matevž Bajde
- Matevž Biber
- Matevž Brecelj
- Matevž Bren
- Matevž Cerar
- Matevž Cerdonis
- Matevž Čelik
- Matevž Čemažar
- Matevž Dežela
- Matevž Dolenc
- Matevž Fabijan
- Matevž Faganel
- Matevž Frangež
- Matevž Frelih
- Matevž Gradišek
- Matevž Granda
- Matavž Gregorič
- Matevž Grilc
- Matevž Hace
- Matevž Hafner
- Matevž Kračman
- Matevž Juvančič
- Matevž Kajdiž
- Matevž Kamnik
- Matevž Kink
- Matevž Kolenc
- Matevž Kordež
- Matevž Kos
- Matevž Košir
- Matevž Kračman
- Matevž Krivic
- Matevž Krmelj
- Matevž Krumpestar
- Matevž Langus
- Matevž Lenarčič
- Matevž Lukanc
- Matevž Luzar
- Matevž Malešič
- Matevž Matijevec
- Matevž Medja
- Matevž Mezeg
- Matevž Mrak
- Matevž Mramor
- Matevž Müller
- Matevž Novak
- Matevž Paternoster
- Matevž Pečelin
- Matevž Petek
- Matevž Pirc
- Matevž Planko
- Matevž Podjed
- Matevž Pogačnik
- Matevž Rašković
- Matevž Ravnikar
- Matevž Reiser
- Matevž Rudolf
- Matevž Rutar
- Matevž Sekelj
- Matevž Skok
- Matevž Slapničar
- Matevž Smerkolj
- Matevž Sova
- Matevž Strlič
- Matevž Šalehar - Hamo
- Matej/-vž Šmalc
- Matevž Šumah
- Matevž Tadel
- Matevž Tomšič
- Matevž Vehovar
- Matevž Vidmar
- Matevž Vrčko
- Matevž Vrečko
- Matevž Wieser
- Matevž Wolf
- Matevž Zalar
- Matevž Zavolovšek
- Matevž Ziherl
- Matevž Zupančič